# Свети Безсребреници Гимназиални
„Св. св. Безсребреници Козма и Дамян“ или „Свети Врачи“ (на гръцки: Αγίων Αναργύρων Γυμνασίου) е православна църква в град Костур (Кастория), Егейска Македония, Гърция. Храмът е част от Костурската епархия.

## История
Храмът е изграден в XV или в XVI век и в миналото е бил енорийски, а днес е част от енорията на митрополитската църква „Успение Богородично“. Църквата е преправяна много пъти и иконографията е обновена в XIX век.
Храмът е обявен в 1990 година за паметник на културата.

## Архитектура
В архитектурно отношение е трикорабна базилика с дървен покрив и женска църква на запад. Църквата е изписана първоначално около 1554 година от зографа Онуфрий Аргитис, който изписва и църквата „Свети Апостоли Елеуски“ в града. От тази първоначална живопис са оцелели пет изображения на светци на западната стена на наоса. Част от надписите, както и фрагменти от стенописите са в Костурския византийски музей. На изчната стена, в конхата на апсидата има стари стенописи, които в XIX век са заменени с нови. Иконите на иконостаса са зле надзографисани.
- Изглед от северозапад с камбанарията
- Изглед от север
- Стенопис на Света Екатерина, XIX век
- Иконостасна икона на Света Богородица Врефократуса, надживописана в XIX век
- Стенопис на Онуфрий Аргитис, 1554 г.
- Света Богородица Ширшая небес в апсидата, надживописана XIX век
- Икона на Богоявление от храма със славянски надписи
- Икона на Рождество Богородично от храма със славянски надписи